# Robert Dickson (1819–1903)
Robert Dickson, född 26 november 1819 i Göteborg, död där 25 januari 1903, var en svensk finansman, filantrop och godsägare.

## Biografi
Robert Dickson var James Dicksons tredje son i äktenskapet med Eleonore Bagge. Han sändes i början av 1840-talet av sin far och farbror till London för att förestå deras affärsfilial där.
Han lyckades 1853 bli en rik man genom en djärv affärskupp, som möjliggjordes genom kontakter med bankiren Rothschild. Denne kunde via en egen telegrafförbindelse få meddelanden från det nyligen utbrutna Krimkriget ett dygn tidigare än vad som var möjligt genom de officiella telegrammen. Vid krigets inledning rådde panik på Londonbörsen, då man felaktigt trodde att de brittiska styrkorna lidit nederlag vid landstigningen. Dickson passade då på att köpa statsobligationer för såväl egna som lånade pengar. Fadern fruktade att han hade satt hela firmans existens på spel, men spekulationen lyckades så väl, att Robert Dickson kunde återvända till Göteborg med så mycket pengar att han var ekonomiskt oberoende för resten av livet.
Då han kommit hem köpte han Fimmerstads egendom i Fägre socken i Skaraborgs län, som han under åren byggde ut och förbättrade. Han hjälpte många studerande och anonymt även andra som kommit på obestånd. Sålunda fick filosofen Pontus Wikner ett betydande understöd och han skänkte även stora belopp till konst och vetenskap. Dickson var liberal och frihandelsvän och stödde ekonomiskt den frisinnade rörelsen, framför allt i Göteborg.   
Han gifte sig 1866 med Emilia (Emily) Ulrika Quensel (1842—1920) och de fick fyra barn. Familjen bodde under vintrarna i Robert Dicksons hus vid Stora Nygatan (nr. 17 ½!) i Göteborg. På våren brukade han resa sex veckor till England, varefter sommaren tillbringades på Fimmerstad.  Han var en av Sveriges rikaste personer och efterlämnade vid sin död 1903 i sitt testamente drygt 7 miljoner kronor, men då hade han redan i livet skänkt vart och ett av sina barn en miljon kronor.